# Bellarahalli, Somvarpet
Bellarahalli là một làng thuộc tehsil Somvarpet, huyện Kodagu, bang Karnataka, Ấn Độ.